# Najlonske čarape
Najlonske čarape ili najlonke ili hulahopke vrsta su ženske odjeće, donjeg rublja koje pokriva noge od struka do nožnih prstiju. Napravljene su od različitih fleksibilnih materijala: najlona, spandeksa (likre ili elastana), svile i njihove međusobne kombinacije. Dostupne su u raznim bojama i debljini. Najpopularnije boje su: crna i razne nijanse boje kože, a puno rjeđe su: bijele, crvene i ostalih boja.
Uglavnom smatrane odjevnim predmetom za žene i djevojčice, najlonske čarape prvi put su se pojavile na policama trgovina 1959. kao prikladna alternativa čarapama. Najlonke su dizajnirane, da budu privlačne izgledom, sakriju fizičke značajke kao što su: mrlje, modrice, ožiljci, dlake, ili proširene vene, da smanje vidljive linije gaćica, i olakšaju trenje između stopala i obuće ili između bedara.
Osim što se nose kao moda, u zapadnom društvu najlonke žene ponekad nose i kao dio svečane odjeće. Također, pravila odijevanja nekih tvrtki i škola mogu zahtijevati nošenje najlonki ili modnih najlonki kada se suknje ili kratke hlače nose kao dio uniforme.
Gustoća i elastičnost niti mjeri se u denima: što je veća vrijednost dena, materijal je gušći. Broj dena znači težinu u gramima 9 km dužine vlakna. Raspona dena kreće se od 3 dena (izuzetno rijetko, vrlo tanko, jedva vidljivo) do 20 dena (standardno prozirno), 30 dena (polu-neprozirno) do 250 dena (posve neprozirno). Posebnu upotrebu imaju najlonske čarape za trudnice te protiv celulita i proširenih vena. Samostojeće najlonske čarape vrsta su najlonskih čarapa, koje dosežu do bedra, na vrhu imaju gumiranu traku, kojom se pričvrste za nogu, često imaju čipkasti završetak. Dizajnirane su, da se nose bez podvezica, a mogu se nositi pričvršćene na haltere.
Najviše se najlonskih čarapa proizvodi u Kini i Turskoj, a proizvodni pogoni postoje i u Hrvatskoj. Među najpoznatijim proizvođačima su: Wolford, Calzedonia, Golden Lady, Falke i dr.

## Povijest
Prije 1920-tih u zapadnoj kulturi bilo je opće prihvaćeno gledište, da se od žena očekuje da pokrivaju svoje noge u javnosti, uključujući i zglobove. U 1920-ima, modni porubi za žene počeli su se podizati, otkrivajući noge do malo ispod koljena. Čarape su također ušle u modu kako bi zadržale pokrivenost nogu, kao i određenu razinu topline. Najpopularnije čarape bile su prozirne čarape koje su se prvo izrađivale od svile ili rejona (tada poznate kao "umjetna svila"), a nakon 1940. od najlona, koji je izumio DuPont 1938. Tijekom 1940-ih i 1950-ih, filmski producenti prišivali bi čarape na gaćice svojih glumica i plesačica, o čemu svjedoči pjevačica-glumica Ann Miller. Ovi odjevni predmeti viđeni su u popularnim filmovima poput „Daddy Long Legs”.
Sve 1960-ih, nije bilo razloga da žene izvan svijeta zabave nose najlonske čarape, jer su duži rubovi dopuštali korištenje čarapa preko koljena pričvršćenih remenom za podvezice. Unatoč tome, tijekom 1960-ih, poboljšani procesi proizvodnje tekstila učinili su najlonske čarape sve pristupačnijim, dok ih je umjetni tekstil poput elastana učinio udobnijim i izdržljivijim. Pojava mini suknje, koja je otkrivala noge do visine iznad koljena, učinila je najlonke važnim mnogim ženama. Godine 1970. prodaja najlonki u SAD-u prvi je put premašila prodaju čarapa i od tada je tako ostalo. Najlonke su postale dio garderobe tijekom 1970-ih i 1980-ih. Početkom 1980-ih nastala je moda u tonovima mrežastih najlonki. Počevši od 1990-ih javila se povećana tražnja za najlonkama s visokim sadržajem likre. Od kraja 2010-ih postale su popularne najlonke s točkicama i raznim uzorcima, srcima, prugama, natpisima.

## Galerija
- Uvećane niti najlonskih čarapa od 40 dena
- Nekadašnje najlonke
- Crtež žene u najlonkama
- Reklama za najlonke